# Jigme Palden Dorji
Jigme Palden Dorji (1919-1964) foi um Primeiro Ministro do Reino do Butão, esteve no poder de 1952 até 5 de Abril de 1964. Pertencente a uma das famílias mais ricas e poderosas do Butão, era chunhado e amigo do rei Jigme Dorji Wangchuck, com quem estudou no Reino Unido na juventude. Foi assassinado em 1964 e sucedido no cargo por Lhendup Dorji.